# Combate de Palmar
O Combate de Palmar foi um confronto da Guerra do Paraguai entre uma esquadra da Armada Brasileira e tropas do exército contra um grupo de soldados paraguaios no rio Paraguai, travado no dia 2 de setembro de 1866 e que resultou em vitória para os aliados.

## O combate
Palmar era uma ilha do rio Paraguai próximo a estação de bloqueio da esquadra brasileira. No dia 1 de setembro de 1866 o 2º Corpo do Exército comandado pelo Barão de Porto Alegre embarcou em navios da esquadra para desembarcar próximo das linhas defensivas de Curuzú. Logo ao amanhecer do dia seguinte o couraçado Tamandaré, as bombardeiras Forte de Coimbra e Pedro Afonso, três chatas e os navios de madeira Araguaia, Beberibe, Greenhalg, Ivaí, Ipiranga, Araguari e Parnaíba iniciaram forte bombardeio da ilha e arredores, varrendo os defensores paraguaios que lá estavam. Às 15h00 tropas de Porto Alegre desembarcam na ilha e iniciam um combate com os remanescentes dos defensores perdendo 70 homens, porém tiveram sucesso no desembarque.